# Long, Long, Long
Long, Long, Long – piosenka zespołu The Beatles napisana przez George’a Harrisona, która ukazała się w 1968 roku na płycie pt. „The Beatles” (znanej również jako The White Album).

## O piosence
Krytyk Richie Unterberger pisze, że „Long, Long, Long” jest jedną z najbardziej niedocenionych piosenek w obszernej dyskografii Beatlesów. Ian MacDonald również twierdzi, że ta piosenka Harrisona była jego „najlepszym momentem”. Nicholas Schnaffer o piosence: „jest to pierwsza z wielu piosenek miłosnych Harrsiona, którą mógł śpiewać albo swojej ukochanej albo Bogu.” W późniejszych wywiadach Harrsion potwierdził, że utwór był skierowany do Boga.